# Графоаналітичний метод
Графоаналітичний метод — один з методів математичної лінгвістики, в основі якого лежить кількісна оцінка та геометрична інтерпретація спільних лексичних одиниць мов різного ступеня спорідненості. Розроблений Валентином Стецюком у 80-ті роки 20-го ст.

## Опис методу
Вперше описаний в 1987 р. в статті рос. «Опредєлениє мєст посєлєнія дрєвніх славян графоаналітічєскім мєтодом» в часописі рос. «Ізвестія Акадаміі наук СССР. Серія літератури і язика. том LXIV». Повний його опис дано в книзі цього автора «Дослідження передісторичних етногенетичних процесів у Східній Європі», а також на персональній іменці [Архівовано 9 листопада 2016 у Wayback Machine.] Валентина Стецюка.

Фактично цей метод є практичною реалізацією теоретичного міркування українського філолога Іларіона Свєнціцького, який, відстоюючи необхідність застосування математики в гуманітарних науках, писав:
| | \| Важливе тільки те, що всякі взаємини людські і взагалі світові найлегше означити числом, об'ємом і положенням у просторі і часі, через що вони легко укладаються в рамки математичних символів[2] \| |
| Важливе тільки те, що всякі взаємини людські і взагалі світові найлегше означити числом, об'ємом і положенням у просторі і часі, через що вони легко укладаються в рамки математичних символів | |

Графоаналітичний метод дозволяє досліджувати походження і розвиток мов в доісторичні часи, з допомогою наявного лексичного матеріялу, зібраного в словниках різного типу.
Ідея методу полягає в геометричній інтерпретації взаємозв'язків споріднених мов на підставі кількісної оцінки спільних мовних одиниць в парах мов одної мовної сім'ї або групи.
Суть методу полягає в пошуку точних координат вузлів графа на підставі неточних даних про довжину ребер, котрі їх з'єднують.
В основі методу лежить припущення, що існує обернена пропорційна залежність між кількістю спільних слів у парі мов і відстанню між ареалами, на яких сформувалися ці мови. Простіше кажучи, чим ближче проживали одні до одних носії двох споріднених мов, тим більше вони мають в своїх мовах спільних слів. Можна виділити наступні постулати:
1. При розселенні будь-якого етносу — носія певної мови на достатньо великій рівнинній території без особливих географічних перешкод в процесі культурного розвитку цього етносу і пов'язаного з ним збільшення словникового складу його мови з часом з цієї мови розвиваються окремі споріднені між собою діялекти, котрі утворюють такий мовний контінуум, при якому різниця між окремими діялектами буде зростати монотонно пропорційно відстані, на якій живуть окремі групи первинного етносу — носії цих діялектів.
2. В кожному з новоутворених діялектів завжди можна розділити увесь словниковий склад на два шари — слова, успадковані від прамови, котрі назвемо словами першого рівня, і нові слова, котрі назвемо словами другого рівня.
3. Якщо територія поселення етносу — носія певної мови має географічні перепони, які перешкоджають рівномірному пересуванню і спілкуванню окремих його груп і спричиняють утворення більш-менш сталих ареалів поселень цих груп, то на данній території в межах цих ареалів виникає не континуум діялектів, а певна кількість дискретних діялектів, границями між якими є ці географічні перешкоди. ….пропорційною функцією y = k/x. Тоді залежність між кількістю слів другого рівня в діялектах і відстанню між центрами поселень їх носіїв буде приблизно виражатися формулою : M-Q = K/L. (Нові діялекти з часом перетворюються в мови).
4. Графічну схему взаємного розташування спорідених мов одного рівня, яка відбиває розташування ареалів поселень їх носіїв, можна побудувати на основі наявних лексичних даних.
5. Для істинної графічної схеми взаємного розташування споріднених мов одного рівня на географічній мапі можна знайти тільки одне місце, і це місце може бути тільки там, де проходило утворення цих мов.
6. Вичленування окремих мов із спільної прамови починається одночасно для всіх мов при заселенні нової території площею в кілька разів більшою, ніж первісна територія, і це членування стає визначальним для подальшої історії цих мов.
7. Культурний розвиток, переселення населення в нові екологічні умови ведуть до виникнення в його мові нових слів.